# Sapucaia (kommun i Brasilien, Rio de Janeiro, lat -22,04, long -42,81)
Sapucaia är en kommun i Brasilien.   Den ligger i delstaten Rio de Janeiro, i den sydöstra delen av landet, 900 km sydost om huvudstaden Brasília. Antalet invånare är 17 504.
Följande samhällen finns i Sapucaia:
- Sapucaia

Omgivningarna runt Sapucaia är huvudsakligen savann. Runt Sapucaia är det ganska glesbefolkat, med 27 invånare per kvadratkilometer.